# Auverse
Auverse település Franciaországban, Maine-et-Loire megyében. Lakosainak száma 418 fő (2018. január 1.). Auverse Chavaignes, Chigné, Dénezé-sous-le-Lude, Genneteil, Le Guédeniau, Lasse, Linières-Bouton, Mouliherne és Noyant községekkel határos.

## Népesség
A település népességének változása:
| Lakosok száma | 543  | 451  | 423  | 356  | 390  | 451  | 447  | 435  | 424  | 418  |
|               | 1968 | 1975 | 1982 | 1990 | 1999 | 2011 | 2013 | 2015 | 2017 | 2018 |